# Limnonectes dabanus
Limnonectes dabanus är en groddjursart som först beskrevs av Smith 1922.  Limnonectes dabanus ingår i släktet Limnonectes och familjen Dicroglossidae. IUCN kategoriserar arten globalt som sårbar. Inga underarter finns listade i Catalogue of Life.